# GRATINA
GRATINA KYY06（グラティーナ ケーワイワイ ゼロロク）は、京セラによって開発・製造された、auブランドを展開するKDDIおよび沖縄セルラー電話の第3世代/3.5世代移動通信システム（au 3G(旧・CDMA 1X WIN)）対応音声通話用端末である。

## 概要
既存のベーシック系フィーチャーフォン端末であるK006（KY006）の実質的な後継機種で、PT003（韓・パンテック製）以来、約1年ぶりとなるフィーチャーフォン端末である。
ワンセグチューナーが搭載されているがPT003同様、録画・再生機能には対応しない。
防水・防塵・耐衝撃性能を備えており、バッテリーも既存のフィーチャーフォンとしては比較的容量の大きい1020mAhとなっている。
本機種は充電端子にmicroUSBを採用しており、従来のau携帯電話（ARIB-B端子）専用ACアダプタの利用は不可となっている。また、au ICカードはPT003同様、マイクロSIMタイプのものが用いられる。
ただし、LISMO Bookを除くLISMO（例・着うたフル、およびモバイル配信向けビデオクリップの再生機能等）の各サービスには非対応となっており、更に高速データ通信のMC-Rev.A（WIN HIGH SPEED）、およびau 4G LTEにもそれぞれ非対応となる。 

## 沿革
- 2013年（平成25年）8月26日 - 連邦通信委員会（FCC）を通過[3]。
- 2013年8月27日 - KDDI、および京セラより公式発表。
- 2013年9月14日 - 全国にて一斉発売。
- 2015年（平成27年） 6月 - 販売終了。
- 2016年（平成28年）4月30日 - スマートフォンやタブレットの普及によるユーザーの減少に伴い、LISMO Book Storeのサービス終了。ただしダウンロード済みのコンテンツは、サービス終了後も利用できる[4]。
- 2018年（平成30年）3月31日 - EZアプリの配信サービス、一部のサービス・アプリケーションが終了[5]。
- 2022年（令和4年）3月31日 - 3Gサービスの終了・停波により当端末は利用不可となる[6]。

## 主な機能・対応サービス
| 主な機能・対応サービス                                                                           | 主な機能・対応サービス                                           | 主な機能・対応サービス                                                           | 主な機能・対応サービス                                                  |
| ------------------------------------------------------------------------------------------------ | ---------------------------------------------------------------- | -------------------------------------------------------------------------------- | ----------------------------------------------------------------------- |
| LISMO! (着うた) (着うたフル) (着うたフルプラス) (LISMOビデオクリップ) (LISMO Video) (LISMO Book) | EZケータイアレンジ ティーンズモード                              | バーコードリーダー&メーカー                                                      | PCサイトビューアー                                                      |
| au BOX                                                                                           | ワイヤレスミュージック                                           | au Smart Sports Run & Walk Karada Manager ゴルフ フイットネス カロリーカウンター | EZナビウォーク                                                          |
| EZ助手席ナビ                                                                                     | 安心ナビ                                                         | 災害時ナビ                                                                       | ナカチェン                                                              |
| EZアプリ FullGame! Bluetooth対戦                                                                 | EZアプリ(B)                                                      | オープンアプリプレイヤー                                                         | PCドキュメントビューアー                                                |
| アレンジメニュー                                                                                 | au oneガジェット マルチプレイウィンドウ クイックアクセスメニュー | じぶん銀行アプリ                                                                 | EZ・FM                                                                  |
| EZチャンネル EZチャンネルプラス EZニュースフラッシュ EZニュースEX                                | Bluetooth （ワンセグ音声対応）                                   | Touch Message                                                                    | EZFeliCa                                                                |
| ケータイ de PCメール                                                                             | デコレーションメール                                             | デコレーションアニメ                                                             | au one メール                                                           |
| 緊急地震速報 緊急通報位置通知                                                                    | ワンセグ （録画・再生非対応）                                    | グローバルパスポートCDMA                                                         | WIN HIGH SPEED 赤外線通信 (IrDA) 無線LAN機能 (Wi-Fi WIN) auフェムトセル |

## 注・出典
1. ↑  最厚部は約17.5mm。
2. ↑  対応プロファイルはHFP・DUN・OPPのみ
3. ↑  JOYKYY06 - FCC 2013年8月26日。
4. ↑  電子書籍サービス「LISMO Book Store」の提供終了について KDDI 2015年11月6日
5. ↑  3G ケータイ向けアプリサービス「EZアプリ」の配信、および一部サービスの終了について - KDDI 2016年4月28日。
6. ↑  「CDMA 1X WIN」サービスの終了について - KDDI 2018年11月16日